# الوطنية للطيران
إن الشركة الوطنية للطيران هي أول شركة تقوم بنقل الحجاج العراقين لعام 2008، حيث قامت بنقل 23000 ثلاثة وعشرين ألف حاج من مطارات العراق كافة (مطار بغداد ومطار البصرة ومطار الموصل ومطار أربيل ومطار السليمانية و مطار النجف) إلى مطار جدة ذهابا وإيابا وذلك بأسطول مكون من 5 طائرات هي بوينغ 767 وبي 737 وبي 727 وطائرتي إيرباص إيه 310 وإيه 320 مع الشريك الستراتيجي الأردنية للطيران.

## الأسطول
| نوع الطائرة    | العدد | الطلبيات |
| -------------- | ----- | -------- |
| بوينغ 767      | 1     | 0        |
| بوينغ 737      | 1     | 0        |
| بوينغ 727      | 1     | 0        |
| إيرباص إيه 310 | 1     | 0        |
| إيرباص إيه 320 | 1     | 0        |
| المجموع        | 5     | 0        |